# Championica cuspidata
Championica cuspidata är en insektsart som först beskrevs av Carl Stål 1874.  Championica cuspidata ingår i släktet Championica och familjen vårtbitare. Inga underarter finns listade i Catalogue of Life.